# Землетрус у Каракасі (1967)
Каракаський землетрус також відомий як Землетрус у Каракасі 1967 року стався в Каракасі, Венесуела, і Ла-Гуайра, Варгас, 29 липня о 20:00 (у той час UTC−04:00). Його епіцентр знаходився в центральній частині берега (20 км від Каракасу) і тривав 35 секунд. Воно сильно вплинуло на такі райони, як Альтаміра, Лос-Палос-Грандес і Центральний Літорал. Після землетрусу було кілька афтершоків меншої інтенсивності. Землетрус призвів до 1536 поранених, 225–300 загиблих, а матеріальний збиток становив 50–140 мільйонів доларів США.

## Події
О 8:05 вечора за венесуельським часом Каракас сколихнув землетрус, магнітуда якого була зафіксована в 6,6 за шкалою магнітуд на момент. Співробітники обсерваторії Кагігал не змогли точно визначити ні епіцентр, ні магнітуду землетрусу, тому що у маятникового сейсмометра зламалися стрічки стрілки, а обладнання фотоелементів також мало недосконалість. Після землетрусу директор обсерваторії, капітан корабля Раміро Перес Лучані, оцінив, що епіцентр знаходився в розломі Гумокаро, штат Лара, приблизно за 350 кілометрів від Каракаса; але наступного дня, вивчивши звіти про пошкодження, він виправив свою оцінку, помістивши її в Карибське море 70 км від узбережжя, перед Центральним берегом. Директор військово-морської обсерваторії повідомив, що йому доведеться звернутися до іноземних спеціалізованих установ для визначення даних землетрусу через пошкодження сейсмологічного обладнання.
У соборі Каракасу, розташованому в центрі міста, коли стався землетрус, проходила меса, оскільки вітражі храму раптово вибухнули, а парафіяни, які були поруч, швидко втекли на площу Болівар, Богота. За кілька секунд столітній Папський хрест, що увінчував фасад, упав у вільному падінні, поки не вдарився об землю, розлетівшись на шматки та залишивши на землі відбиток свого силуету. Один із присутніх згадав цю подію такими словами: «Я бачив, як хрест зірвався і був вигравіруваний на підлозі, як розпечене залізо; саме в цей момент землетрус припинився», що змусило багатьох приписати це до божественного дива, і кілька днів вірні вшановували цей силует, поки 2 серпня влада не вирішила зняти шматок бетону без особливих пояснень. Тепер, після кількох десятиліть чуток і спекуляцій навколо його місцезнаходження, той самий фрагмент зберігається в каплиці Святого Христа Милосердя, розташованій у секторі Долина.

## Пошкодження
Значні збитки були завдані в районах Альтаміра та Лос-Палос-Грандес у Каракасі, де обрушилися чотири великі житлові будинки висотою від 10 до 12 поверхів. Багато додаткових споруд було серйозно пошкоджено, а деякі довелося зруйнувати та реконструювати.
Величезні секції стін впали з будівель, розплющивши автомобілі внизу та залишивши відкритими великі частини конструкцій. Рятувальники за допомогою кранів і бульдозерів шукали серед завалів тих, хто вижив або постраждалих під час землетрусу. Через тиждень після потрясіння в Карабальєді тривала рятувальна операція для людей, які, як вважають, опинилися під підлогою Mansion Charaima, житлового будинку через дорогу від Macuto Sheraton (який також був пошкоджений). Маракай, приблизно в 50 милях на захід від Каракасу, повідомив про п'ятьох загиблих і 100 поранених. Ще кілька міст повідомили про структурні пошкодження.